# Regenbogen (Band)
Regenbogen war eine Rockband aus Ost-Berlin, die im Mai 1977 gegründet wurde. Nach mehreren Umbesetzungen nannte sie sich im Jahre 1986 Pharao und entwickelte sich zu einer bedeutenden Heavy-Metal-Band in der Deutschen Demokratischen Republik.

## Geschichte
Die Band wurde im Mai 1977 als Amateurband gegründet und ging aus einer Schülerband hervor, die vorwiegend Titel von Uriah Heep und Deep Purple nachspielte.
Bereits wenige Wochen nach ihrer Gründung erhielt sie das Prädikat „Sonderstufe“ zuerkannt. Auftritte bei der Veranstaltung Berlin-Knüller im Palast der Republik und anderen Großveranstaltungen machten Regenbogen bekannt. Anfang 1978 wurden die ersten eigenen Titel der Band (Eingebildet, Träume, Spiegelbild, Der alte Mann) beim Rundfunk produziert.
1979 gelang Regenbogen mit dem Titel Du machst mich verliebt der erste Hit. Im selben Jahr verließ Ralf „Bummi“ Bursy die Band, der den Stil maßgeblich geprägt hatte. Bursy spielte fortan bei Keks und ab 1982 bei Prinzip. Kurze Zeit später holte er den Regenbogen-Gitarristen Detlef Brauer zu Keks. Als auch der Bassist ausschied und zu Berluc ging, erfolgte eine kurze musikalische Pause. Noch im selben Jahr formierte Bandleader Lutz Brauer die Band neu und man spielte fortan in folgender Besetzung: Lutz Brauer (Schlagzeug), Ralf Imme (Gesang), Jörg Powileit (Gitarre), Andreas Andy Schwendemann (Gitarre) und Robert Hanke (Bass). 1984 gelangte die Band mit ihrem Titel Eiskalt in die Charts und erreichte auf Anhieb Platz 2 der Beatkiste von Stimme der DDR.
Im selben Jahr fusionierte Regenbogen mit der von Reinhard Lehmann, Michael Jurischk und Franky Miller gegründeten Band Countdown. Ende 1985 schied Schwendemann aus der Band aus und wechselte zu Mephisto. Die Veränderung des musikalischen Stils veranlasste die Mitglieder 1986 zu einem Namenswechsel. Unter dem Namen Pharao entwickelte sich die Band zu einer der beliebtesten Heavy-Metal-Bands in der DDR. Anfang 1987 waren nur noch die Countdown-Gründer in der Band verblieben. Neu hinzugekommen waren Detlef Dutziak (Bass) und Michael Sündermann (Gitarre) von Formel I. Der DDR-Jugendsender DT64 schnitt das erste Live-Konzert der neuen Band vollständig mit, was ein Novum in der Rockgeschichte der DDR war. Der Höhepunkt in der Geschichte der Band war ein gemeinsames Konzert im Februar 1988 mit Uriah Heep in der Ost-Berliner Werner-Seelenbinder-Halle. Als die Band wegen ihrer deutschsprachigen Texte zunehmend Schwierigkeiten mit den DDR-Kulturfunktionären bekam, entschloss man sich, nur noch englisch zu singen. Das wiederum hatte zur Folge, dass sie von den DDR-Medien gemieden wurde. Doch wegen der häufigen Live-Auftritte und einer Tournee durch Osteuropa blieb die Band bei den Hard-Rock-Fans Publikumsliebling.
Schließlich verließ Reinhard Lehmann 1989 die DDR und ging nach Stuttgart. Nach dem Fall der Berliner Mauer folgten ihm die übrigen Bandmitglieder und die Band konnte 1990 endlich das erste Album veröffentlichen. Wegen rechtlicher Schwierigkeiten mit der Plattenfirma und daraus entstandenen finanziellen Problemen wurde Pharao 1991 aufgelöst. Die Band meldete sich 2006 auf dem Wacken Open Air (WOA) zurück.
2007 spielte die Band erneut auf dem WOA und veröffentlichte die Best-Of-Doppel-CD Anthology 2006–1986 und ging mit der britischen Band Saxon auf Tour.
2010 erschien das Album Road to Nowhere bei SAOL, mit Gästen wie Biff Byford, Paul Quinn (Saxon) und Tom Angelripper (Sodom).

## Charakteristik
Regenbogen wandte sich anfangs mit ihrem liedhaften, melodiebetonten Rock und einer eigens einstudierten Bühnenshow an ein vorwiegend jugendliches Publikum. Nach der Umbesetzung der Band im Jahre 1979 wurde der Sound zunehmend härter, und Regenbogen profilierte sich neben Formel I und Biest als bedeutende Hard-Rock-Band in der DDR.

## Diskografie (alsPharao)
- 1990: Bad Boys from East (Album, Hot Blood Records)
- 2001: Virus X (EP)
- 2007: Anthology 2006–1986 (Doppel-CD, Armageddon Music)
- 2010: Road to Nowhere (Album, SAOL)